# Landgericht Füssen

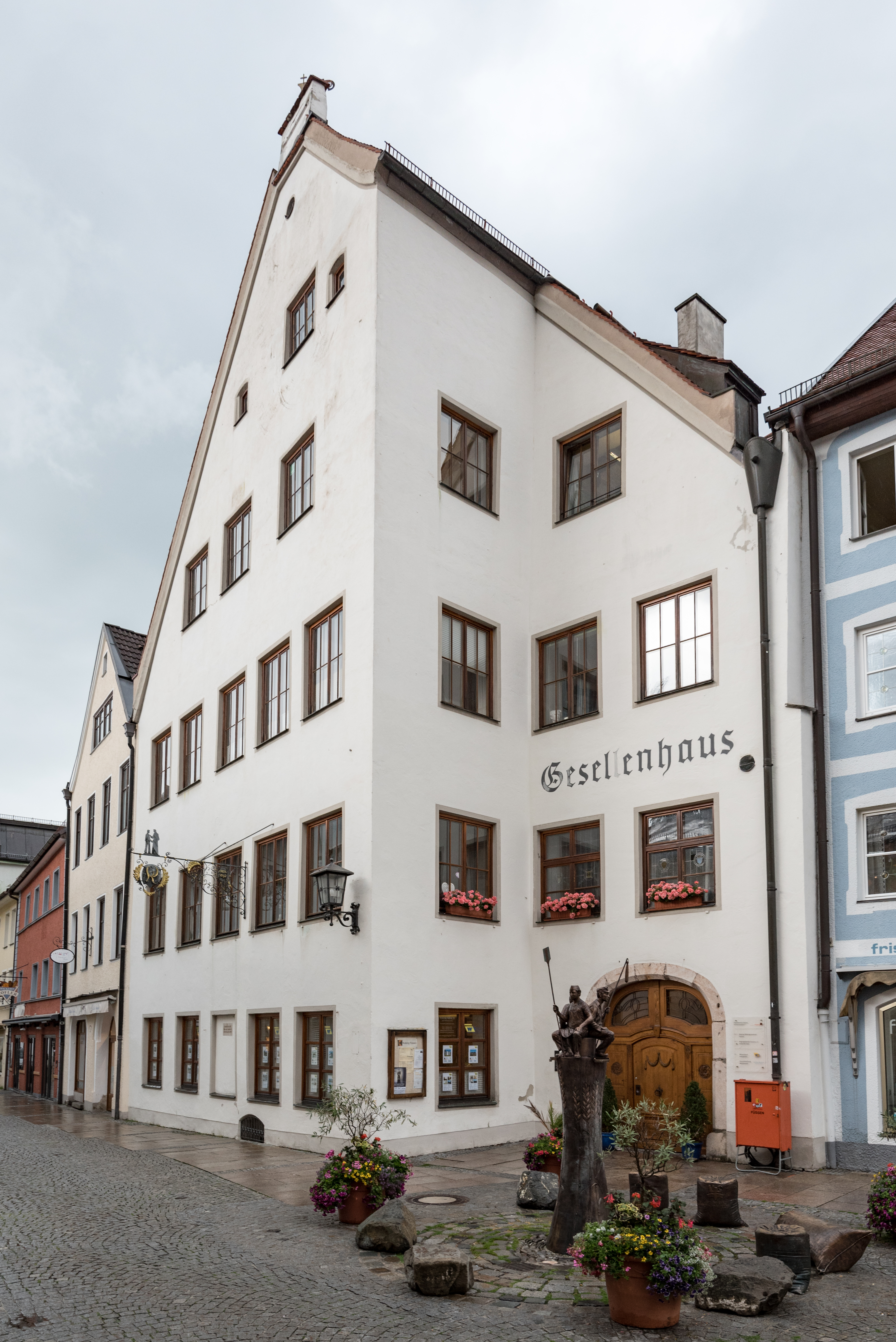
Ehemaliger Sitz des Landgerichts Füssen an der Schrannengasse 7, zuvor Bischöflich Augsburgische Stadtvogtei, danach Bezirksamt

Das Landgericht Füssen war ein von 1804 bis 1879 bestehendes bayerisches Landgericht älterer Ordnung mit Sitz in Füssen im heutigen Landkreis Ostallgäu. Die Landgerichte waren im Königreich Bayern Gerichts- und Verwaltungsbehörden, die 1862 in administrativer Hinsicht von den Bezirksämtern und 1879 in juristischer Hinsicht von den Amtsgerichten abgelöst wurden.
Im Jahr 1804 wurde im Verlauf der Verwaltungsneugliederung Bayerns das Landgericht Füssen errichtet. Dieses kam zum neu gegründeten Illerkreis mit der Hauptstadt Kempten. Mit Inkrafttreten des Gerichtsverfassungsgesetzes am 1. Oktober 1879 wurde das Amtsgericht Füssen gebildet, dessen Sprengel identisch mit dem vorherigen Landgerichtsbezirk Füssen war.